# Dokumentationswissenschaft
Die Dokumentationswissenschaft oder Dokumentationsbewegung beschäftigt sich mit der Dokumentation als „Sammlung, Ordnung und Nutzbarmachung von Dokumenten aller Art“. Diese Definition stammt wie auch der Begriff „Dokumentation“ von Paul Otlet. Die Dokumentationswissenschaft ist eng verwandt mit der Bibliothekswissenschaft, aus der sie hervorgegangen ist, und der Informationswissenschaft, die unter anderem von dem Informationswissenschaftler Rainer Kuhlen als ihr Nachfolger angesehen wird. Eine anerkannte Definition der Dokumentationswissenschaft, die über Otlets allgemeine Definition hinausgeht, existiert nicht.

## Geschichte
Die Entstehung der Dokumentation hat mit dem Ende des 19. Jahrhunderts sprunghaft ansteigenden Informationsbedarf in Naturwissenschaft und Technik zu tun, der von herkömmlichen Bibliotheken immer weniger gedeckt werden konnte. Es bildeten sich deshalb Spezialbibliotheken und andere Einrichtungen wie beispielsweise das Concilium Bibliographicum in Zürich oder die Zentralstelle für technisch-literarische Information in Preußen, deren Ziel in erster Linie die gezielte Beschaffung von Informationen war. Der theoretische Überbau der Dokumentationswissenschaft entstand Anfang des 20. Jahrhunderts mit Henri La Fontaine und Paul Otlet – allerdings stießen ihre weitreichenden Ideen einer Universellen Bibliothek bald auch auf Ablehnung. Zwischen Bibliothekswesen und Dokumentationsbewegung kam es bald zu Spannungen, die vor allem in Deutschland bis Ende des 20. Jahrhunderts fortbestanden. Mit Aufkommen kommerzieller Datenbanken und Methoden des Informationsmanagements verliert die Dokumentationswissenschaft an Bedeutung und geht weitgehend in anderen Fächern auf.
Eine Folge des so genannten Sputnik-Schocks, der in den USA durch den Start des ersten Satelliten Sputnik 1 am 4. Oktober 1957 ausgelöst wurde, war, dass die Notwendigkeit einer Dokumentation erstmals ins breitere Bewusstsein gebracht wurde. Die Erfahrung, dass die mit großem Aufwand erfolgte Entschlüsselung des Satellitensignales hätte vermieden werden können, da diese bereits veröffentlicht vorlagen, führte zu einem Ausbau des Informationswesens und der Entwicklung der modernen Dokumentation. Im Weinberg-Report (von Alvin M. Weinberg, Direktor des Oak Ridge National Laboratory u. a.) wurde 1963 eine Analyse der Dokumentation und Information in den USA und Empfehlungen für einen besseren Wissensaustausch vorgelegt. Diese wurden unter anderem in der Entwicklung digitaler Informationssysteme (Datenbanken) umgesetzt. In der Bundesrepublik Deutschland gab es etwas später das IuD-Programm (1974–1977) zur Förderung der Information und Dokumentation.
Die Entwicklung des Internets hat auch für den Bereich der Dokumentation neue Möglichkeiten eröffnet. Während herkömmliche Datenbanken nur „on-line“ über einen Fernzugriff zugänglich waren, können Informationen heute direkt abgerufen und automatisch weiterverarbeitet werden.